# Strangers in Paradise
|  | Aquest article tracta sobre el còmic. Si cerqueu la pel·lícula de 1984 dirigida per Jim Jarmusch, vegeu «Estranys al paradís». |

Strangers in Paradise (literalment, "Estranys en el paradís"), coneguda com a SiP, és una sèrie de còmics escrita i dibuixada per Terry Moore, iniciada el 1993. La majoria de la tirada s'ha publicat sota el segell del creador de Moore, Abstract Studio i, a excepció de cinc primers números d'Homage Comics, publicats en color, la resta són en blanc i negre. El primer número es va publicar l'1 de gener de 1993, i la sèrie original va arribar a la seva conclusió prevista el 2007 amb el número 90 del volum 3.
Tot i que principalment es tracta de la història d'un triangle amorós entre dues dones i un home, Strangers in Paradise va començar com una comèdia dramàtica quotidiana slice of life (la relació sentimental i d'amistat entre els tres protagonistes) que més tard es va expandir per incorporar aspectes dels gèneres del crim i del thriller i que esdevenen el segon pilar de la història. Els temes emergents al llarg de la sèrie inclouen: alcoholisme, religió, identitat i orientació sexual, homosexualitat femenina, crim, violència, conspiració política, relacions sentimentals, autodescobriment, societat i família.
El 2018, Moore va reviure oficialment la sèrie per al 25è aniversari com a Strangers in Paradise XXV per reunir les seves quatre sèries de còmics en una gran visió general (a la qual l'autor va anomenar «Terryverse») i per explicar com la tranquil·litat a les vides de Katchoo i Francine torna a posar-se en perill quan el passat pica a la porta.

## Argument
La història tracta principalment de la difícil relació entre dues dones, Francine i Katchoo, les protagonistes de la sèrie (amigues des de l'institut que viuen juntes), i el seu amic David Qin. Francine considera Katchoo la seva millor amiga, mentre que Katchoo està enamorada de Francine i David ho està de Katchoo (una relació per la qual la mateixa Katchoo està profundament en conflicte).
El triangle amorós (que més tard s'expandeix en un rectangle amorós amb la introducció de Casey Bullock, que es casa amb l'exnòvio de Francine, Freddie Femur, i més tard es divorcia d'ell, per tal de perseguir tant a David com a Katchoo) s'alterna amb el misteri i la intriga pel que fa al passat de Katchoo, una noia de companyia lesbiana i menor d'edat i el Parker Crime Syndicate (el Sindicat del Crim Parker). Dirigides per la germana lesbiana de David, Darcy, les «Parker Girls» són una una organització femenina d'espies que treballa per a l'obscura organització Big Six, un sindicat internacional del crim amb influència en el món de la política, les finances i els serveis d'intel·ligència. Les "Parker Girls" són dones altament formades utilitzades pel crim organitzat per controlar, manipular, espiar i, finalment, matar homes i dones en posicions de poder i autoritat, per als Big Six. Les seves noies, joves perdudes reclutades per Darcy, porten totes el mateix tatuatge amb què aquesta les marca com a senyal de pertinença a la banda.
Volum 1
Aquesta primera part és breu i adopta un to humorístic, presenta els tres protagonistes i les dinàmiques que els connecten. Si bé la història és autosuficient, deixa algunes pistes sobre el passat dels personatges.
Volum 2
La segona part desenvolupa la intriga criminal de la sèrie on Katchoo i David són superats per Darcy Parker. També permet la introducció de diversos personatges secundaris, amb Casey, Tambi i Emma. Aquesta part conclou amb la mort de Darcy i els tres protagonistes aconsegueixen una certa estabilitat en la seva relació.
Volum 3
És la part més llarga. Ofereix la conclusió del triangle amorós mentre l'ombra de les supervivents de les Parker Girls penja sobre les protagonistes. Francine es casa amb Brad Silver, el seu matrimoni es desfà lentament i ella té un avortament espontani, mentre que David desenvolupa un tumor cerebral incurable. També és en aquesta part on s'introdueix la història de Molly Lane. La mort de David finalment uneix Katchoo i Francine, que decideixen viure juntes com a parella, totes dues embarassades: Katchoo de David i Francine de Brad.

## Personatges

### Principals
- Katina "Katchoo" Choovanski: és una artista temperamental amb un passat violent, forta i fràgil alhora, amb dificultats per a gestionar els sentiments i les emocions. Està obertament enamorada de Francine, la seva millor amiga, i, per tant, és especialment amable i protectora amb ella.[3] Li amaga el seu passat fosc, el qual es va revelant gradualment al llarg de la història: violada pel seu padrastre quan era adolescent, va fugir de casa per ser recollida per una poderosa organització mafiosa dirigida per una dona anomenada Darcy Parker, les Parker Girls. Després treballa per a l'organització com a sicària i prostituta, i es converteix en l'amant de Darcy. Acaba escapant de l'organització robant una gran suma de diners i des d'aleshores intenta viure amagada d'aquesta,[7] però el seu passat la posarà al dia.[3] També té sentiments romàntics complicats pel seu únic amic masculí, David.[3] Katchoo va ocupar el lloc 69 a la llista "100 Sexiest Women in Comics" del Comics Buyer's Guide.[8]
- Francine Helena Peters-Silver: és una dona senzilla, adorable, de bon cor, desordenada i insegura, que es va criar en una família tradicional. És la millor amiga de Katchoo; si bé l'estima, no aconsegueix definir correctament els seus sentiments per ella.[7] Profundament imperfecta, estableix relacions amb homes que acaben malament. No aconsegueix controlar la seva vida i està constantment plagada de dubtes. Només Katchoo aconsegueix dotar-la d'estabilitat i li permet afirmar-se. Francine lluita amb el seu pes i la seva pròpia imatge, mai és capaç de veure la bellesa en ella mateixa de la qual està enamorada Katchoo.[3] Té dificultats per comprometre's romànticament amb ella, en part a causa de la seva educació metodista i en part pel seu somni d'infantesa de convertir-se en esposa i mare. El seu matrimoni de conte de fades amb Brad Silver s'estavella quan s'adona que ell li és infidel, la qual cosa la porta a reconsiderar el fet d'haver-lo escollit a ell i no a Katchoo. Francine va ocupar el lloc 86 a la llista "100 Sexiest Women in Comics" del Comics Buyer's Guide.[9]
- Yousaka Takahashi / David Qin: Yousaka és el germà petit de Darcy Parker i l'hereu no desitjat del sindicat del crim Takahashi. Tot i que en el passat va ser el líder d'una violenta banda de carrer, Yousaka es va convertir en un cristià nascut de nou després d'una tragèdia personal i va canviar el seu nom per "David Qin" per reflectir la seva nova identitat i honrar el jove que va assassinar. David és ara un estudiant d'art amable i sensible i de personalitat dolça i tendra, i un dia coneix Katchoo en una exposició d'art. Els complexos sentiments romàntics que alberga per Casey i per Katchoo arriben al seu punt crític quan se li diagnostica una malaltia greu, fet que porta els tres a contemplar tenir un nadó en la seva memòria.

### Secundaris
- Casey Bullock-Femur: és una instructora d'aeròbic rossa bisexual. Va estar casada amb Freddie Femur,[3][7] però se'n divorciar després de saber que Freddie encara estava enamorat de Francine. D'ençà el divorci, ha tingut relacions romàntiques amb Katchoo i David. A causa de la seva anorèxia infantil, no pot tenir un fill amb David.
- Freddie Femur: és un advocat faldiller, l'exnòvio de Francine i l'exmarit de Casey.[3] Va enganyar Francine i la va humiliar durant la seva ruptura, proporcionant-li un atac de nervis en el procés, tot i que més tard s'obsessiona amb ella. És odiós i arrogant i manté discussions constants amb Katchoo; tot i així, també té una vessant molt humana en certs moments i fins i tot deixa entreveure el seu nen interior.[10]
- Darcy Parker: és una cap del crim despietada i depredadora que dirigeix les "Parker Girls", dones que són hàbils en diversos actes de seducció i espionatge. Tot i que només dona feina a dones i expressa una profunda aversió pel mateix gènere masculí, Darcy sent un amor intens i incestuós pel seu germà David. Va tenir una relació amb Katchoo fins que aquesta va fugir a Hawaii amb la seva amiga Emma. Darcy va ser assassinada per Tambi després de l'enfonsament del seu sindicat del crim.
- Mary Beth "Tambi" Baker: és una sicària brutal que va treballar per a Darcy Parker[3] al costat de la seva germana bessona Sara Beth "Bambi", i és experta no només en les arts mortals, sinó també en negocis i estratègia. Ella i la Sara són les germanastres grans de la Katchoo. En una recerca per continuar la línia Baker, inconscientment anima Katchoo a tenir el fill de David. Les moltes cicatrius de Tambi són autoinfligides.
- Emma: prostituta i amiga de Katchoo de l'època de les Parker Girls; aboca llum sobre les debilitats de Katchoo. Va morir de sida.[7]
- Brad Silver: és un ginecòleg encantador i guapo. Al principi sembla ser un marit ideal per a Francine; tanmateix, la seva incapacitat per comunicar-se crea una falca entre ells. Quan ella descobreix la infidelitat de Brad, inicia un procés de divorci.
- Griffin Silver: germà de Brad Silver i cunyat de Francine,[3] Griffin és una estrella de rock envellida admirada per Katchoo en la seva joventut. Les seves cançons es van imprimir a la sèrie molt abans que el personatge fes la seva primera aparició. Va ser assassinat a trets per un assetjador. Representa l'alter ego de Terry Moore.[3]
- Molly Lane: només té una connexió tènue amb el repartiment principal de SiP (va sortir amb el germà de Francine, Benjamin, a l'institut), però, tanmateix, ha estat l'estrella d'una de les històries principals del llibre. Protagonista de "Molly and Poo", la Molly és una escriptora torturada que somia amb una musa misteriosa ("Ma Malai") i assassina el seu marit amb un tallant de carnisser.[3][7]

## Estil
El que distingeix la sèrie, a més de la seva trama multicapa i majoritàriament creïble, és l'ús específic de poemes, cançons, cites, narració en prosa i, ocasionalment, fins i tot fotografies o pintures reals, tant com a elements decoratius com a dispositius narratius. El distintiu estil de dibuix en blanc i negre de Terry Moore també va contribuir a l'èxit mundial de la sèrie. Mitjançant l'ús de cliffhangers, històries paral·leles i una seqüència temporal no lineal, l'estil narratiu de vegades recorda el d'una telenovel·la.
Una de les característiques distintives de Strangers in Paradise és la inclusió de contingut aliè al còmic i que el fa anar més enllà, com ara les pàgines dedicades a lletres de cançons que sovint apareixen entre les vinyetes i que més endavant s'associen al personatge de Griffin Silver.
Moore ha estat l'únic creador durant tota la sèrie, amb l'excepció d'una seqüència de somnis de superherois dibuixada per Jim Lee que obre el volum 3, número 1; l'obra es va presentar originalment amb el distintiu estil en blanc i negre de Moore, a part de dues seqüències de somnis a tot color, que incloïen els panells de superherois esmentats anteriorment. En una entrevista de 1998, Moore va comentar que la idea del color va ser seva.

## Història de la publicació

### Orígens
Terry Moore va declarar: "vaig començar amb ganes de fer una tira còmica en un diari, i vaig provar una idea rere l'altra abans d'adonar-me que odiava la vida del gag-a-day i realment volia provar a fer una història". La història que va triar explicar va resultar ser Strangers in Paradise, o "aquesta història sobre dues noies i un noi que les coneix", que utilitzava personatges que havia desenvolupat durant la seva etapa al circuit gag-a-day. Per exemple, Katchoo apareix com a Kixie, una "nimfa dels boscos feliç" en una tira inicial de Moore sobre un bosc encantat. Aquestes tires es van recollir en dos llibres de butxaca comercials, però no incloïen tres números. Per això, la tirada sencera es va publicar més tard en una gran edició de butxaca titulada The Complete Paradise Too. Aquest volum es pot considerar el veritable origen de l'univers de Katchoo, Francine i els estranys al paradís.
Amb relació a d'on va sortir la idea de Strangers in Paradise, Moore va afirmar: «Vaig tenir la idea de SiP arran de viure amb dones tota la meva vida, veure el que passen, escoltar el que em cridaven, veure les seves frustracions i amb què estan tractant. (...) No vaig sentir que hi hagués prou històries sobre el que passen les dones. I ho vaig trobar interessant.» També va explicar que se li va acudir perquè «estava buscant aquesta història, volia llegir-la, però no la vaig trobar, així que vaig començar a fer-la jo mateix per entretenir-me». El seu objectiu inicial era escriure sobre gent amb qui pogués estar assegut al costat al tren, en un avió, en un cotxe o que pogués trobar-les a la vorera o en un restaurant; gent que de debò pogués conèixer, persones molt accessibles.
La sèrie és, a més, un tribut al cosí de Moore, que era gai i va morir molt aviat quan va aparèixer la sida.

### Publicació
SiP va començar com una minisèrie de tres números en blanc i negre publicada pel segell independent Antarctic Press el 1993, que es va centrar completament en la relació entre els tres personatges principals i el xicot infidel de Francine; actualment es coneix com a "Volum 1" (1993–1994). Sota el segell Abstract Studio fundat per Moore es van publicar tretze números, i aquests formen el "Volum 2" (1994–1996); catorze si s'hi inclou també el relat breu Molly & Poo, publicat com a "Strangers in Paradise #14" i que en aquell moment no tenia relació amb la trama de SiP. Aleshores es va introduir la trama del "thriller"; la sèrie es va traslladar a l'impremta d'Homage (Image Comics) per a l'inici del "Volum 3" (1996–2007), però després de vuit números es va traslladar a Abstract Studio novament, on va continuar amb la mateixa numeració. El volum 3 va concloure amb el número 90, publicat el 6 de juny de 2007, fet que va ser anunciat per Moore a principis de 2006.

### Final
Conforme la sèrie anava avançant, l'autor es va adonar que estava arribant al final de manera gradual. En una entrevista de 2006 va dir: «no vaig començar amb un final al cap. Hi vaig pensar a mesura que anava avançant. El final del Volum dos podria haver estat el final si no hagués anat a Homage Studios (que va publicar el llibre durant un breu període) i rebut un impuls per part de Jim Lee (cap d'Homage). Així que quan vaig començar el Volum tres, vaig començar a pensar cap a on anava tot això i com acabaria. Va ser llavors quan vaig començar a jugar amb els possibles escenaris de la història.» L'any 1998 havia declarat tenir tota la història en ment fins al final, i aquest programat per al novembre de 1999. En una entrevista a la Comic-Con de Pittsburgh de 2007, Moore va explicar que havia estat pensant en posar fi a SiP des del 2002 i que se sentia satisfet amb la seva obra; tot i així, hi havia coses que hagués canviat i lamentava haver eliminat Darcy Parker.
Moore va declarar el 2006 que volia acabar la sèrie perquè la seva major por era que aquesta continués i es perdés, allargant-se de manera indefinida, com passa amb les telenovel·les dolentes. «Però és bastant dur. De debò, és molt difícil. Fora de la meva família, SiP és el millor que m'ha passat mai. I sortir de l'escena de bon grat, lliurar-ho a la posteritat i veure si sobreviu fa molta i molta por. Perquè quan acabes, esperes que continuï després de l'autor, com Tintín. Realment espero que la història sobrevisqui i hagi existit més temps que jo.»
Els atemptats de l'11 de setembre de 2001 van influir de manera decisiva en el final de SiP; fins aleshores l'autor sempre havia pensat en una història d'amor tràgica, però els atemptats li van fer pensar que ja hi havia massa dolor al món i va decidir canviar dràsticament el to de la història per un amb més esperança on les coses bones poguessin succeir.

## Acollida
Strangers in Paradise també atrau un públic que no es consideraria lector de còmics. Això inclou una proporció inusualment alta de dones, entorn al 50 %. A més d'aconseguir l'atenció del públic femení, a causa del seu argument, ha tingut força èxit també entre la comunitat gai i lesbiana.
En una entrevista de 2006, l'autor va deixar veure que els lectors d'aquest còmic són un grup molt apassionat, i va dir: «Gent de tot tipus i totes les creences m'escriu per dir-me que els toca la història, tot i que els personatges no són com ells ni comparteixen les seves creences. Aquest suport aclaparador dels lectors als personatges defectuosos que fan tot el possible per ser bones persones és molt reconfortant per a mi. (...) SiP sens dubte ha trobat un gran nombre [de persones] que es prendrà el temps d'escoltar la història d'una altra persona i es preocuparà pel resultat.» Terry Moore creu que part de l'èxit de la sèrie és que reflecteix moments de la vida real, els recrea i els explora: «Quan Freddie trenca amb Francine, representen un moment que pràcticament tots els majors de 16 anys han viscut.»
Altres autors també han opinat sobre la sèrie. Kevin Smith va dir: «Terry ha aconseguit agafar el tradicional triangle amorós i mantenir la història vital i implicada durant més de cent números, a través de dues empreses diferents, potser tres. Quan la gent diu que els còmics romàntics han mort, els poso una novel·la gràfica SIP a les seves mans.» Neil Gaiman, en canvi, va afirmar: «Allò que la majoria de la gent no sap sobre l'amor i les relacions podria omplir un llibre. Strangers in Paradise és aquest llibre.»
Des del 1993, la sèrie ha guanyat diversos guardons del món del còmic, com el premi Eisner a la millor història serialitzada el 1996 per "I Dream of You", així com el premi Reuben de la National Cartoonists Society al millor còmic el 2003 i el Premi Inkpot a l'assoliment destacat en l'art del còmic el 2003. També va guanyar el premi GLAAD al millor còmic el 2001 i novament el 2008, així com el premi de l'organització literària Young Adult Library Services Association en la categoria popular paperback els anys 2002, 2005 i 2006. Anys més tard, van concedir-li el premi Ringo al millor autor de còmics per aquesta sèrie.
El 2020, Strangers in Paradise havia estat traduïda a 19 idiomes, entre els quals hi ha el francès, el portuguès, l'alemany, l'italià, el neerlandès, el finès i el castellà; dos anys més tard, s'havia traduït ja a 21 llengües.

## Recopilacions
Totes les revistes de Strangers in Paradise van aparèixer tant per separat com en edicions agrupades. S'han recopilat en una sèrie de rústiques comercials (trade paperback) a mida completa, col·leccions de tapa dura i col·leccions de rústica de format més petit (pocket book); aquestes reimpressions recullen els números en diferents conjunts. Les col·leccions van publicar-se sota els títols següents:

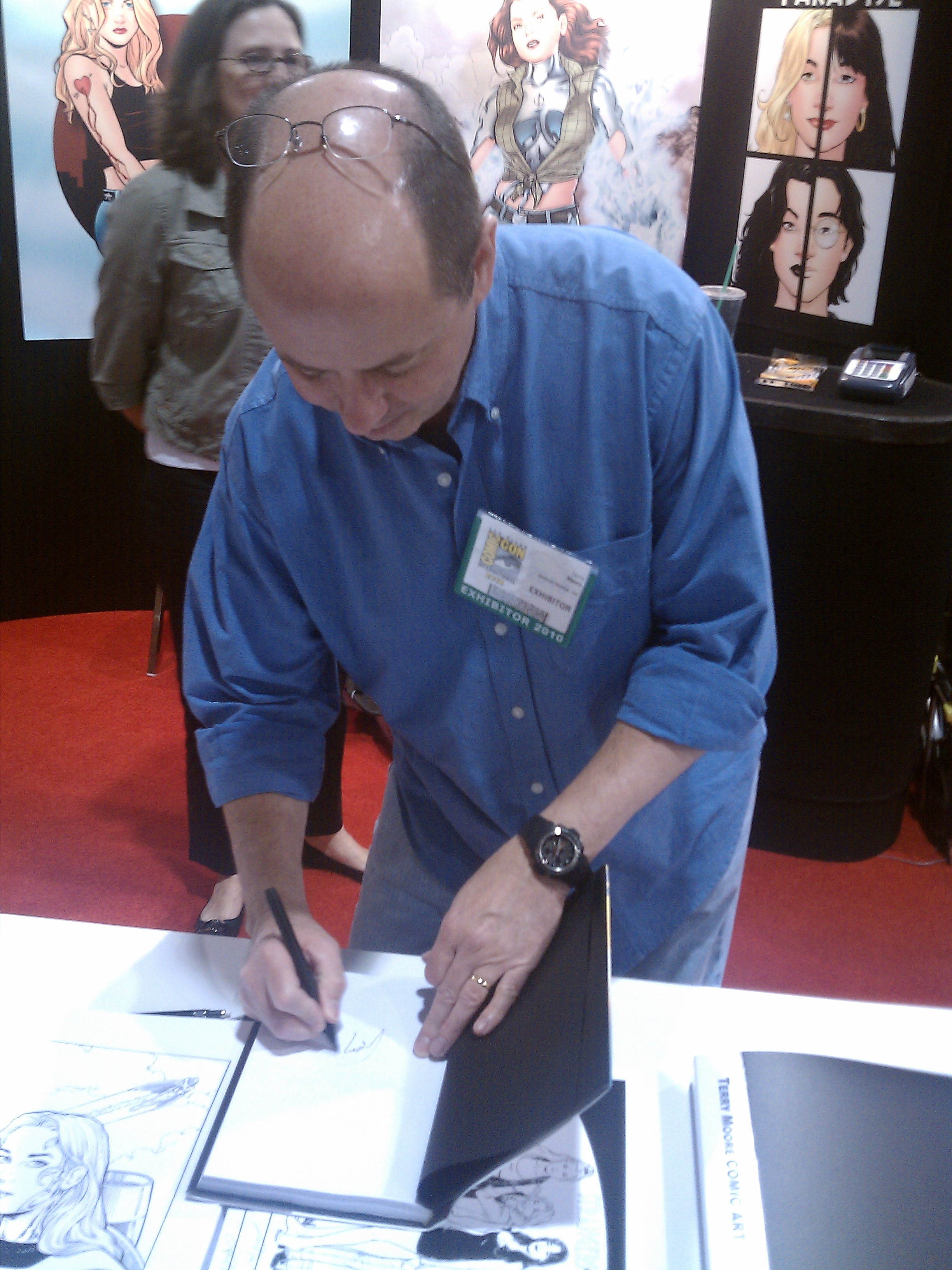
Terry Moore signant una edició en tapa dura de Strangers in Paradise a la Convenció Internacional de Còmics de San Diego de 2010.

Col·leccions en format trade paperback
| Núm. | Títol                               | Any  | Números inclosos                             | ISBN                   |
| ---- | ----------------------------------- | ---- | -------------------------------------------- | ---------------------- |
| 1    | The Collected Strangers in Paradise | 1994 | Volum 1. Números 1–3                         | ISBN 978-18-925970-0-7 |
| 2    | I Dream of You                      | 1996 | Volum 2. Números 1–9                         | ISBN 978-18-925970-1-4 |
| 3    | It's a Good Life                    | 1998 | Volum 2. Números 10–13                       | ISBN 978-18-925970-2-1 |
| 4    | Love Me Tender                      | 1997 | Volum 3. Números 1–5                         | ISBN 978-18-925970-3-8 |
| 5    | Immortal Enemies                    | 1998 | Volum 3. Números 6–12                        | ISBN 978-18-925970-4-5 |
| 6    | High School!                        | 1999 | Volum 3. Números 13–16                       | ISBN 978-18-925970-7-6 |
| 7    | Sanctuary                           | 2008 | Volum 3. Números 17–24                       | ISBN 978-18-92597-09-0 |
| 8    | My Other Life                       | 2000 | Volum 3. Números 25–30                       | ISBN 978-18-92597-11-3 |
| 9    | Child of Rage                       | 2001 | Volum 3. Números 31–32, 34–38                | ISBN 978-18-92597-13-7 |
| 10   | Tropic of Desire                    | 2001 | Volum 3. Números 39–43                       | ISBN 978-18-92597-15-1 |
| 11   | Brave New World                     | 2002 | Volum 3. Números 44–48                       | ISBN 978-18-92597-16-8 |
| 12   | Heart in Hand                       | 2003 | Volum 3. Números 50–54                       | ISBN 978-18-92597-20-5 |
| 13   | Flower to Flame                     | 2003 | Volum 3. Números 55–60                       | ISBN 978-18-92597-24-3 |
| 14   | David's Story                       | 2004 | Volum 3. Números 61–63                       | ISBN 978-18-92597-25-0 |
| 15   | Tomorrow Now                        | 2004 | Volum 3. Números 64–69                       | ISBN 978-18-92597-27-4 |
| 16   | Molly & Poo                         | 2005 | Volum 2. Número 14. Volum 3. Números 49 i 73 | ISBN 978-18-92597-32-8 |
| 17   | Tattoo                              | 2005 | Volum 3. Números 71–72, 74–76                | ISBN 978-18-92597-33-5 |
| 18   | Love & Lies                         | 2006 | Volum 3. Números 77–82                       | ISBN 978-18-92597-34-2 |
| 19   | Ever After                          | 2007 | Volum 3. Números 83–90                       | ISBN 978-18-92597-35-9 |

Col·leccions en tapa dura
| Núm. | Títol                                                | Any  | ISBN                   |
| ---- | ---------------------------------------------------- | ---- | ---------------------- |
| 1    | The Complete Strangers in Paradise. Volume 1         | 1999 | ISBN 978-18-92597-00-7 |
| 2    | The Complete Strangers in Paradise. Volume 2         | 1999 | ISBN 978-18-92597-06-9 |
| 3    | The Complete Strangers in Paradise. Volume 3, Part 1 | 2000 | ISBN 978-18-92597-10-6 |
| 4    | The Complete Strangers in Paradise. Volume 3, Part 2 | 2000 | ISBN 978-18-92597-12-0 |
| 5    | The Complete Strangers in Paradise. Volume 3, Part 3 | 2001 | ISBN 978-1-892597-14-4 |
| 6    | The Complete Strangers in Paradise. Volume 3, Part 4 | 2002 | ISBN 978-18-92597-17-5 |
| 7    | The Complete Strangers in Paradise. Volume 3, Part 5 | 2003 | ISBN 978-18-92597-23-6 |
| 8    | The Complete Strangers in Paradise. Volume 3, Part 6 | 2004 | ISBN 978-18-92597-28-1 |
| 9    | The Complete Strangers in Paradise. Volume 3, Part 7 | 2006 | ISBN 978-18-92597-36-6 |
| 10   | The Complete Strangers in Paradise. Volume 3, Part 8 | 2007 | ISBN 978-18-92597-37-3 |

Col·leccions en format pocket book
| Núm. | Títol                               | Any  | ISBN                   |
| ---- | ----------------------------------- | ---- | ---------------------- |
| 1    | Strangers in Paradise Pocket Book 1 | 2004 | ISBN 978-1-892597-26-7 |
| 2    | Strangers in Paradise Pocket Book 2 | 2004 | ISBN 978-1-892597-29-8 |
| 3    | Strangers in Paradise Pocket Book 3 | 2004 | ISBN 978-1-892597-30-4 |
| 4    | Strangers in Paradise Pocket Book 4 | 2005 | ISBN 978-1-892597-31-1 |
| 5    | Strangers in Paradise Pocket Book 5 | 2005 | ISBN 978-1-892597-38-0 |
| 6    | Strangers in Paradise Pocket Book 6 | 2007 | ISBN 978-1-892597-39-7 |

A més de la sèrie s'han publicat altres llibres:
- Lyrics and Poems: a Strangers in Paradise els poemes i les cançons tenen especial importància i alguns van ser compostos per Terry Moore.[32] El 1999 Abstract Studio va realitzar una recopilació de tots els temes publicats fins aleshores i el van publicar en un comic-book amb el número 93298.[33]
- Strangers in Paradise Source Book: és un llibre de consulta amb biografies dels personatges més importants, recopilatori de les cançons, poemes i biografies d'alguns personatges menys importants. Va ser una edició limitada del 2003.[34]
- Strangers in Paradise Treasury Edition: publicat el 2004, és un resum dels seixanta primers números amb comentaris de l'autor, de com va anar evolucionant la història, què havia planejat i què anava canviant sobre la marxa, a més de portades, dibuixos, esbossos i la primera versió del primer número de la sèrie que no havia estat publicat abans.[35][36]

## Obres derivades
El 2008, a la Xena Convention, Steven Sears, productor de Xena: Warrior Princess, va anunciar que estava preparant juntament amb Terry Moore una sèrie de televisió ambientada en Strangers in Paradise. Al seu blog, Moore va dir que si no trobaven un estudi que volgués produir un episodi pilot no podrien seguir amb el projecte. D'ençà, no han aparegut més notícies.
El 2012, Moore va anunciar a la Comic-Con International que estava treballant en una novel·la Strangers in Paradise amb la intenció de publicar-la l'any següent. El 2014 va dir: «Volia revisar la història i escriure sobre les noies tal com són avui, no tornar enrere (...). Vull escriure una història fresca i vaig començar una novel·la i la vaig haver de posar en un segon pla. Vaig començar a descuidar aquests altres grans projectes que havia de fer, com ara, he de presentar-me a San Diego amb un llibre nou cada any, així que ara mateix està en un segon pla, però espero tornar-hi aquest hivern i seguir treballant-hi.»
Posteriorment també va crear la minisèrie de còmics SiP Kids, que narra les aventures dels personatges de Strangers in Paradise de petits i que és un homenatge al Peanuts de Charles Schulz.
Angela Robinson (D.E.B.S., Herbie: Fully Loaded, Professor Marston and the Wonder Women) i Moore van anunciar la tardor de 2017 que estaven desenvolupant l'adaptació cinematogràfica, de la qual n'havien estat parlant els darrers dos anys; van comentar també que Moore estava treballant en el guió i que encara no pensaven en el repartiment de la pel·lícula. IMG Global Media donava suport al projecte i Robinson l'havia de dirigir.
Moore va reviure la sèrie com a Strangers in Paradise XXV el 2018 per al 25è aniversari, una seqüela de deu llibres. La nova minisèrie incloïa personatges i elements d'altres obres de Moore: Echo, Rachel Rising i Motor Girl.